# 古河由衣
古河 由衣（ふるかわ ゆい、1993年3月27日 - ）は、日本の女性タレント。元グラビアアイドル。千葉県出身。

## 経歴
タレントで元グラビアアイドルの森下悠里が古河のInstagramを見て、以前に担当していたマネージャーに推薦、同マネージャーがインスタのDMを通じてスカウトしたことがきっかけで2018年5月よりグラビアアイドルとして芸能活動を開始した。
2020年3月9日より『週刊ポスト』と『NEWSポストセブン』のコラボ企画で開催された「愛人キャラを目指すグラドル総選挙」(投票期間は3月9日～20日、エントリー数12名・総投票数:9901票)にエントリー、3月16日の中間発表では2位 だったが、SNSを駆使して投票を呼び掛け得票数を伸ばし、3月23日発表の最終結果において2653票を獲得し逆転でグランプリに輝いた。
2023年3月12日のインスタライブ配信において、同年4月末をもってグラビアアイドルとしての活動を卒業することを発表した。
2023年3月のイベントにおいて同年4月29日、都内に『猫のいるbar スニャック』をオープンする事を発表した。

## 人物・エピソード
高校卒業後、アパレルショップの店員を経て都内の不動産会社に就職した。芸能活動を開始してからも勤務している会社の了承を得て「現役OL」と「グラビアアイドル」という二足のわらじを続けていたが、現在は会社を退社して芸能の仕事に専念している事を自身出演のYoutubeチャンネルで明らかにした。
キャッチコピーは“日本一口説きたくなるグラドル”、“現役OLグラドル”、“次世代愛人キャラ”。
大の猫好きで、スコティッシュフォールドの「ルカ（雄）」、ミックスの「ノンタン（雄）」の2匹と暮らしており、2匹の写真や動画をSNSにアップしている。
セールスポイントは「胸もお尻も大きな二刀流」。定期的なジム通いではグラビア体型を維持しながらもお尻を中心に鍛えており、トレーニング動画や接写したお尻の写真をSNSにアップしている。お尻について「最初はファンの人が『お尻かわいい』と言ってくれて、いま 筋トレ・尻トレで鍛えている所です。」と語っている。また、お尻のみならず胸も「血管の浮き出る美巨乳」がチャームポイントで、血管が浮き出た胸の写真をSNSにアップしている。
『由衣おねえさん』という愛称の由来について「体操のひろみちおにいさんってフルネームよりもすごく柔らかくて覚えやすいから良いなと思ってて。じゃあ私も『由衣おねえさん』になろうかなと思って言ってみたら広まってくれた。優しく語りかけられるようなグラビアアイドルになりたいと思っている。」、「みんなのおねえさんでありたい。近所にいる優しくてちょっとセクシーでドキドキしちゃうような。癒しで身近なおねえさんでありたい。セクシーにしっぽり皆さんを包みたいです。」と語っている。
将来の夢について「夢がグラビアだったのでこれからも大人なグラビアアイドル『由衣おねえさん』を突き進めていきたい。まだまだ雑誌にも載りたい。また、いつか熟女になったらスナックならぬ“スニャック”を出したい。猫が大好きなので猫をお迎えして私はお店のママになりたい。みんなの悩みをそこでも聞いてしっぽり包みたい。」と仕事のみならず猫好きならではの夢も語っている。
趣味：猫、スキューバダイビング、美容、ゲーム
特技：ピアノ、 フルート、筋トレ(尻トレ) 、マッサージ

## 出演・掲載・作品

### テレビ
- 透明彼女season6（2018年12月、スカパー)
- チャンスの時間（2020年3月11日、AbemaTV)
- WinTicket ミッドナイト競輪 (2020年11月13日、11月27日、12月6日、AbemaTV）
- 特集ドラマ「うつ病九段」（2020年12月20日、NHKBSプレミアム)[29]
- 「オールナイトe！season13」(2022年3月5日、フジテレビONE)
- タレント発掘型情報バラエティ「エンタメレイトショー」※NEXTCHALLENGE -3minutes-のコーナー（2022年3月29日、千葉テレビ)
- ケンコバのバコバコテレビ（2022年4月29日、5月6日、5月13日、5月20日、サンテレビ)
- ヒロミ・指原の“恋のお世話始めました" ＃74（2022年5月5日、AbemaTV)

### ラジオ
- ステラ☆HAPPY tune!～川瀬忍と金髪りさのペリペリRadio～（2021年11月24日、市川うららFM）※公開録音：2021年11月17日 平賀スクエア(五反田)

### CM
- 三東テクノスチール株式会社[30][31]  (2021年8月～、KNB放送)

### WEB記事
- 写真サイト「MOMENT～週末グラビア 古河由衣×猿山秀人 2.5次元美女図鑑128」(2022年3月11日、日刊ゲンダイ)
- 写真サイト「MOMENT～週末グラビア 古河由衣×猿山秀人 2.5次元美女図鑑129」(2022年3月18日、日刊ゲンダイ)
- 写真サイト「MOMENT～週末グラビア 古河由衣×猿山秀人 2.5次元美女図鑑130」（2022年3月25日、日刊ゲンダイ）
- 写真サイト「MOMENT～週末グラビア 古河由衣×猿山秀人 2.5次元美女図鑑131」（2022年4月1日、日刊ゲンダイ）

### YouTube
- 愛人キャラグラドル総選挙1位の古河由衣、喜びの声（2020年7月1日、NEWSポストセブン)
- Impossible Yoga Challenge With Japanese Gravure Idols！(2022年3月13日、Around Akiba)
- NEXTCHALLENGE -3minutes-（2022年4月3日、NEXT TV）
- ケンコバのバコバコナイト（2022年5月2日、5月17日、5月27日、6月3日、6月4日 バコバコチャンネル ※6月3日、6月4日はSOFT ON DEMAND）
- 【恋愛】恋愛で大切にすべきこと（2022年6月10日、こじらせ美女チャンネル）
- 【整体】色気溢れる古河由衣がボキボキマッサージ体験！ Massage to a beautiful woman（2022年7月8日、エキテンチャンネル）
- マッチングアプリで出会った既婚者の罠にハマったグラドル/月給100万円の豪華客船コンパニオン案件（2022年10月25日、HATE or LOVE【ヘイラブ】）
- INSIDE JAPAN'S ONLY MAID GYM！（2023年2月12日、Around AKIBA）

### ライブストリーミング放送
- 酔いどれ女子会（2019年2月5日、ニコニコチャンネル)
- じーふーTIME（2019年6月5日、FRESH LIVE)[32]
- TOKYO GRAVURE IDOL FESTIVAL ONLINE 2020（2020年10月4日 オンライン開催、ミクチャ）
- 競輪配信番組 TIPSTAR（2021年11月8日・12月25日・2022年1月10日、2月4日、3月5日、5月9日(出演最終回)、TIPSTAR）

### 映画
- TURNING POINT 2（2022年12月10日上映 村上翔子役）

### 舞台
- 朗読劇『Greif』（2019年4月26日 - 28日、千本桜ホール）
- 朗読劇『Greif』（2020年11月29日 - オンライン上映）

### 声劇
- 朗読劇『REALITY Greif』(2020年11月30日-バーチャル配信アプリ『REALITY』を使用しての配信）

### DVD
- 育愛日和（2019年1月20日、ラインコミュニケーションズ）
- おねえさんといっしょ（2020年1月31日、スパイスビジュアル)
- "愛人"という名のワタシ (2021年4月25日、エアーコントロール)
- 綺麗なお姉さん（2023年2月24日、グレイトワークス）※Blu-ray版も同日発売

### 動画
- 育愛日和（2019年1月18日、ラインコミュニケーションズ）
- 透明彼女シーズン6 #11 古河由衣 (2019年1月25日、V☆パラダイス)
- I-ONE NEXT 古河由衣（2019年2月1日、I-ONE NEXT)
- グラビア学園MOVIE 古河由衣 1（2019年7月19日、グラビア学園）
- グラビア学園MOVIE 古河由衣 2（2019年7月19日、グラビア学園）
- おうちde由衣おねえさん with ルカノン！（2020年4月30日、アイエス・フィールド）
- おねえさんといっしょ（2020年6月19日、スパイスビジュアル）
- "愛人"という名のワタシ (2021年4月25日、エアーコントロール)
- KISS EX 古河由衣（2022年11月15日以降順次配信[33]、SODクリエイト[34]）

### 電子書籍
- 「育愛日和」Idol Line（2019年6月28日、ラインコミュニケーションズ）
- 「【競泳水着】【眼帯ビキニ】大人女子のお尻とオッパイ」（2019年8月3日、グラビア学園）
- 「【ニット女子アナ】【パンスト】大人女子のお尻とオッパイ」（2019年8月3日、グラビア学園）
- 「【透けてるワンピ】【うすうすビキニ】大人女子のお尻とオッパイ」（2019年8月5日、グラビア学園）
- 「由衣おねえさんの自撮り写真集」（2019年8月5日、グラビア学園）
- 「由衣おねえさんコンプリ－ト」（2019年12月5日、グラビア学園）
- 「国民的愛人願望」（2020年6月30日、小学館）
- 「愛人と海」 週プレ PHOTO BOOK（2020年7月6日、集英社）
- 「月刊＋(プラス) 古河由衣」(2020年12月21日、小学館)
- Gz Press No.396 古河由衣(2021年8月3日、サーティースリー）
- Gz Press No.405 古河由衣(2021年8月24日、サーティースリー）
- Gz Press No.412 古河由衣(2021年9月9日、サーティースリー）
- Gz Press No.419 古河由衣(2021年9月28日、サーティースリー)
- Gz Press No.426 古河由衣(2021年10月15日、サーティースリー
- Gz Press No.436 古河由衣(2021年11月7日、サーティースリー)
- Gz Press No.446 古河由衣(2021年11月30日、サーティースリー)
- 「魅せられて・・・」(2023年1月27日、プレステージ出版)

### デジタルトレカ
- OVO PLEASANT PRESENT (2021年10月28日）

### 雑誌
- EX MAX！（2019年2月号・2020年3月号・10月号・11月号）
- 増刊 EX MAX SPECIAL! （Vol:132・142・153号)
- 週刊プレイボーイ（2019年4月22日号・2020年7月20日号・2021年9月13日号）
- FNASH ねこ自身 4匹目(2019年12月17日)
- 禁断アイドル封印解禁スペシャル(2020年1月23日、表紙&グラビア)
- 実話 ナックルズ GOLD ドキュメント(2020年3月20日号、巻頭グラビア)
- 週刊FLASH（2019年5月28日号・8月13日号）
- ドカント(2019年2月号・2020年2月号)
- 実話BUNKAタブ－（2020年4月号）
- 週刊ポスト（2020年3月20日号・7月10&17日号・2022年2月11日号）
- EX MAX DELUXE 特別総集編（2020年夏）
- グラビアガ－ルズ（2020年11月6日）
- 週刊実話（2021年2月18日号・5月20日号・7月29日 8月5日合併号）
- DVDエキサイト (2021年3月29日)
- 実話ナックルズウルトラVol:14 (2021年4月14日)
- ブレイクアイドルDVD (2021年4月27日)
- 50代からの男のゴラク (2021年6月号・巻頭グラビア)
- グラドル・ザ・ベストDX  VOL.2 (2021年6月29日)
- グラビアガールズ 可愛いは正義!!（2021年10月5日）
- EX特ダネ NG SHOT（No:21、24、27）
- 実話ローレンス(2022年7月号、表紙&巻頭グラビア)
- グラビア ア・ラ・モード（2022年5月23日、玄光社）
- 別冊ラヴァーズ Vol:12（2023年3月22日、大洋図書）